# Puente de Requejo
El puente-viaducto de Requejo (también conocido como Puente de Pino) es una obra de ingeniería española construida para salvar el río Duero a su paso por los municipios de Pino del Oro y Villadepera, en la provincia de Zamora, de la comunidad autónoma de Castilla y León, España.
La construcción de este puente supuso la apertura de una comunicación fluida entre las comarcas zamoranas de Sayago y Aliste. Con anterioridad, la única vía de comunicación entre ambos territorios consistía en una barca que navegaba entre Pino del Oro y Villadepera. Es muy ilustrativo que del lado sayagués, el conocido “Camino de los Arrieros” concluyera en el “Camino de la Barca”.

## Antecedentes

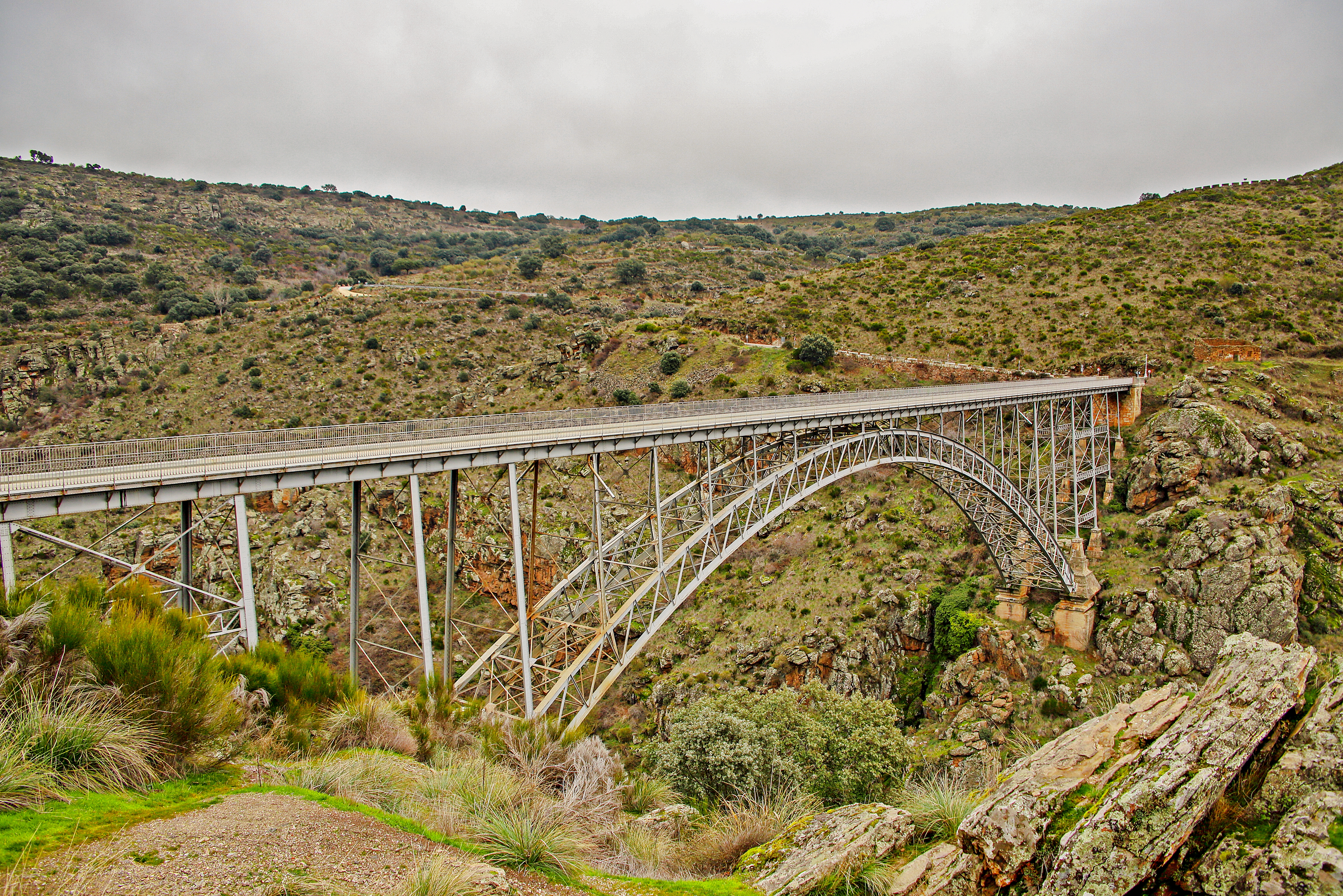
Puente de Requejo

Antes de que existiera el puente, la comunicación directa entre Sayago y Aliste se realizaba mediante barca movida por maromas que la acercaba o alejaba de las riberas del Duero. La última concesión conocida de este servicio fue explotada por el marqués de Santa Colomba.
El Duero ya fue cruzado por estos pagos en época romana a través de una vía auxiliar que desde Ledesma, Bletisama, cruzaba la de Zamora a tierras de Miranda, por Aldeas Novas en el Cerro del Castro de Villardiegüa y que siguió con todo detalle Ramón Corzo Sánchez por los finales de la década del setenta del pasado siglo hasta el Castillo de Alba de Aliste, sin duda para enlazar con el Itinerario XVII. El paso del Duero hacia Aldeas Novas está marcado en la roca de la margen derecha del Duero ya en el tramo internacional y también por la vegetación sobre roca viva; hoy los embalses hacen imposible seguir los rastros, sin olvidar que la media de bajada del Duero a partir de las Pajarancas es de cuatro metros por kilómetro, lo que nos indica que en las grandes crecidas y a lo largo de más de dos mil años ha barrido toda huella o resto. Sin embargo los caminos en tierra firme son una referencia y se han mantenido siglos y hasta milenios y, sin duda, la bajada a la barca del señor Marqués de Santa Colomba ha seguido aproximadamente el primitivo trazado, estando muy marcado el lugar donde la barcaza atracaba en la margen derecha, término de Pino del Oro y está marcada todavía hoy por los restos de la ermita de San Esteban, en cuya ladera vides y olivos hablan claro de dónde nos encontramos y cómo el microclima se ha aprovechado en esa solana.

## Gestación, proyecto y construcción

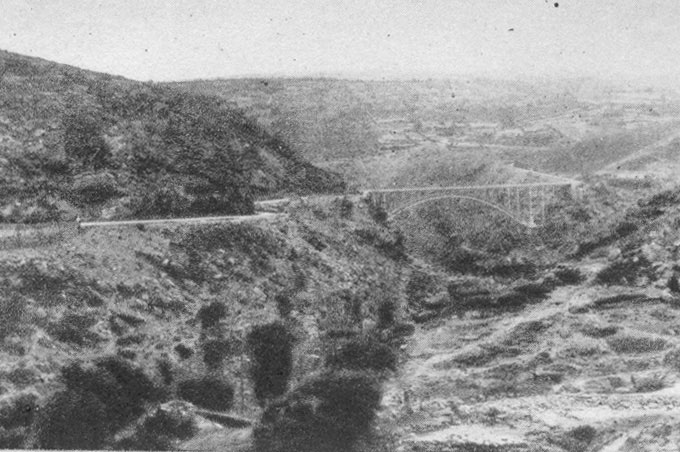
Puente de Requejo. Fundación Joaquín Díaz.

El puente de Requejo fue inaugurado el 15 de septiembre de 1914 por Abilio Calderón, director general de obras públicas. En su época, el puente resultante fue el de mayor luz, 120 m, y el de mayor altura, 90 m sobre río, de toda España.
Los primeros antecedentes conocidos sobre la gestación de este puente se remontan a mediados del siglo XIX, cuando su primer impulsor, Práxedes Mateo Sagasta, se ofreció a impulsar este nuevo proyecto tras ser elegido por primera vez diputado a Cortes por Zamora. Posteriormente Eduardo López  Navarro lo estudiaría para un emplazamiento en unos dos kilómetros aguas abajo, siendo su rasante mucho más baja y la solución aportada de dos tramos de fundición.
Por la importancia que para la zona tenía este puente, todos los candidatos a la Diputación a Cortes ofrecía el impulsar la construcción, pero nada se hizo hasta que Federico Requejo, a su paso por la Dirección General de Obras Públicas, logró que se estudiara la carretera de Fonfría a la de Salamanca a Fermoselle, y con ella el puente.
El proyecto aprobado fue el presentado por el ingeniero José Eugenio Ribera en 1897. Las dificultades que mostraba su montaje hicieron que ninguna constructora se presentara a las primeras subastas de la obra. La empresa asturiana Duro Felguera fue la adjudicataria de la obra, pero al llegar el montaje del puente, las dificultades le obligaron a ceder la obra a otra sociedad, llamada Montajes. Esta última, tras comenzar los trabajos pertinentes, también tuvo que suspenderlos y abandonarlos por las dificultades técnicas derivadas del montaje. La obra volvió de nuevo a manos de su anterior contratista que, bajo la dirección de obra de Robustiano Fernández y con mano de obra de la zona, consiguió finalmente terminar la obra, sin que durante el montaje del arco se produjera incidente o accidente alguno. Los componentes del puente fueron realizados en la principal factoría de la empresa, la fábrica de La Felguera.

## Galería de imágenes

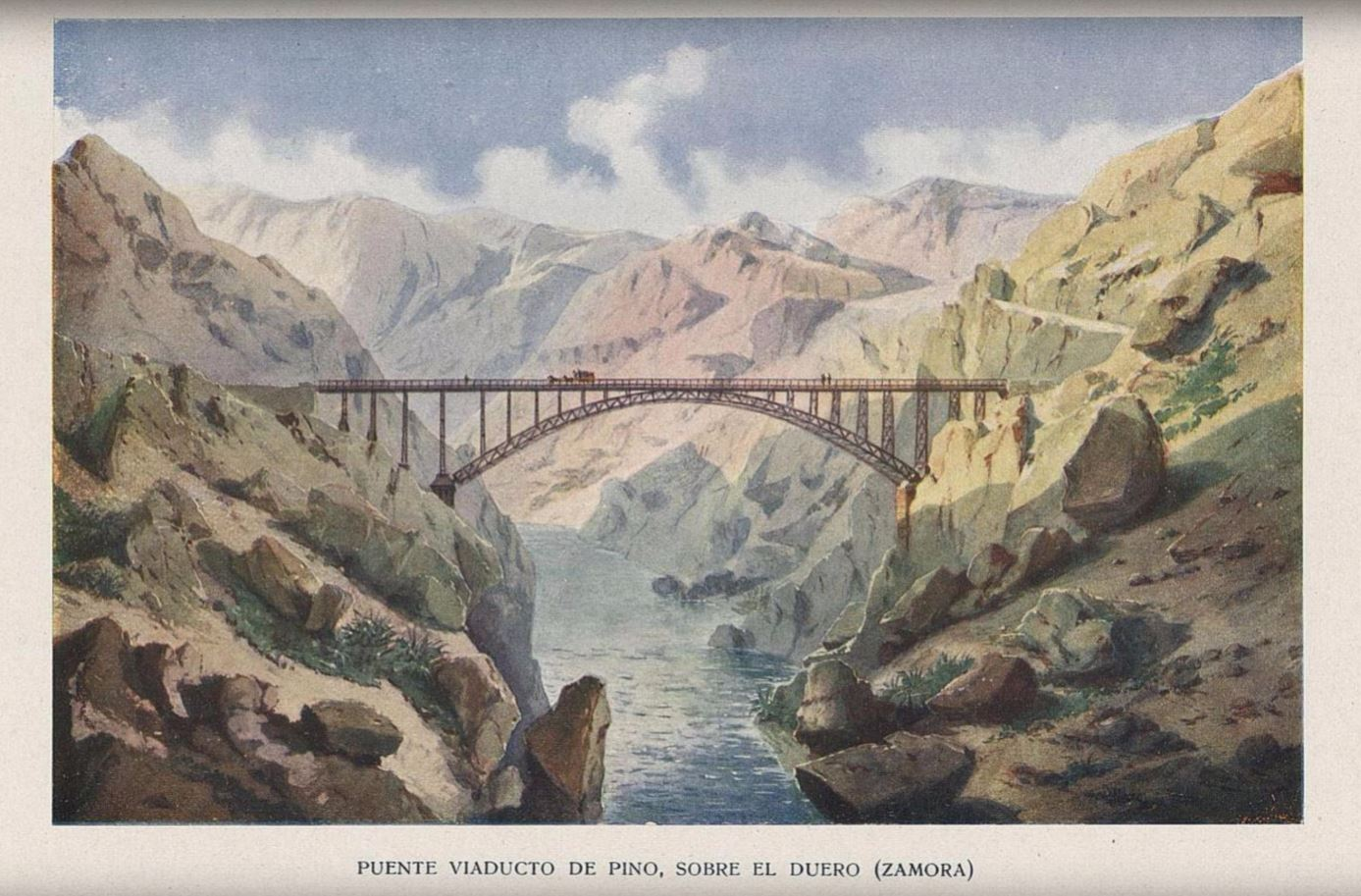
Puente de Pino según dibujo del catálogo de José Eugenio Ribera.

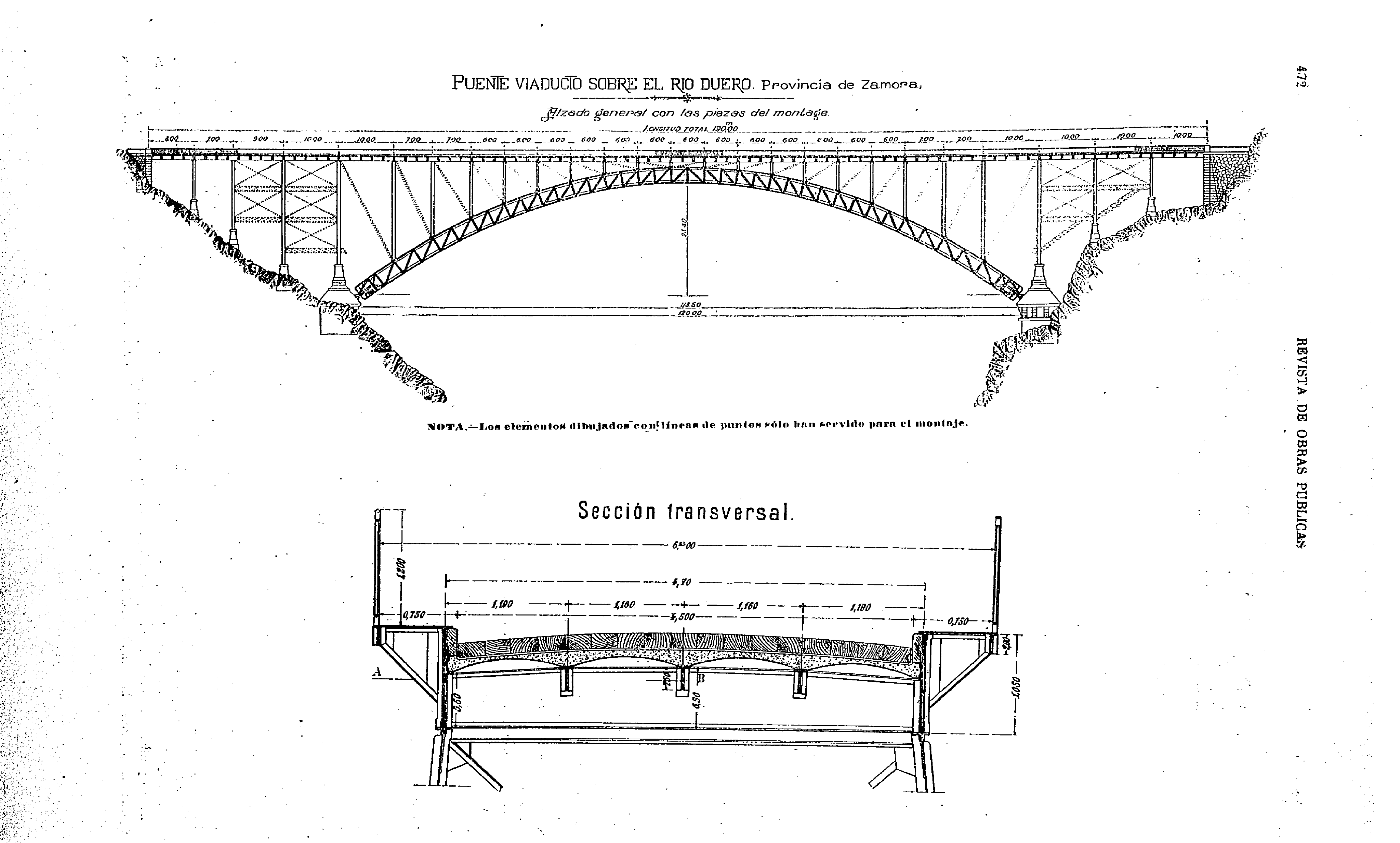
Alzado general y sección transversal del puente de Requejo.